# Hawick Royal Albert Football Club
Ne doit pas être confondu avec Royal Albert Football Club.
Hawick Royal Albert FC est un club de football écossais basé à Hawick et évoluant actuellement au sein de la East of Scotland Football League (Ligue de football de l'Écosse de l'Est).
Fondé en 1947 d'une scission de joueurs du Hawick Railway FC, provenant du hameau de Hawick, Denholm Village. Les deux membres fondateurs du club furent Harry Weir et William Bunton. Le nom Royal Albert provient de Bunton, dont le club de sa ville d'origine, Larkhall, s'appelle Royal Albert FC, nom donné lors de la création de ce club, en 1878, par le fondateur du club qui possédait un bateau nommé le Royal Albert.
Le club demanda son intégration à la Scottish Football League et donc au monde professionnel du football écossais en 1973 quand la ligue écossaise cherchait un remplaçant au club mis en faillite de Third Lanark. Mais celui-ci fut éliminé au premier tour de vote (qui en comptait trois) par Ferranti Thistle.
Le club jouait ses matches à domicile au Wilton Lodge Park avant de déménager au Albert Park en 1963. Le club est engagé dans des compétitions amateurs au niveau régional, mais a déjà affronté deux fois des équipes de l'élite écossaise : Hibernian fut invité par le club pour l'inauguration de l'Albert Park en 1963 et le Celtic FC vint jouer en novembre 1981 pour célébrer l'installation de l'éclairage nocturne au Albert Park.

## Palmarès
- 2 fois vainqueur de la Scottish Qualifying Cup